# Chantal Maïo
Chantal Maïo-Roussel, née le 22 juillet 1971 à Nîmes, est une joueuse internationale française de handball qui évoluait au poste d'ailière gauche.
Elle a effectué toute sa carrière au SUN AL Bouillargues, entre 1979 (poussines) et 2002, étant devenue titulaire en 1987.
Internationale, elle totalise 273 buts en 111 sélections, et est notamment vice-championne du monde en 1999 et double médaillée d'or aux Jeux méditerranéens en 1997 et 2001.
En 2006, elle forme un duo d’entraîneurs avec Marc Wiltberger, toujours au Sun AL Bouillargues qui évolue alors en division 2. Par la suite, elle continue à être active pour le club tout en ayant une activité pro en tant qu'employée aux services techniques de la mairie de Bouillargues. En novembre 2015, elle remplace Jacques Riccardi à la tête de l'équipe professionnelle et ce jusqu'à l'été 2016.

## Résultats

### Club
- Championnat de France
  - Troisième : 1994, 2001
- Coupe de France
  - Demi-finale : 2001
- Championnat de France de Division 2
  - Vice-Champion : 2000
- Championnat de France de Nationale 1
  - Champion : 1989

### Équipe de France
Ses résultats en équipe de France sont :
- Médaille d'or aux Jeux méditerranéens de 1997 de Bari
- 10e place au Championnat du monde 1997
- Médaille d'argent au Championnat du monde 1999
- Médaille d'or aux Jeux méditerranéens de 2001 de Tunis